# Sōtarō Yasunaga
Sōtarō Yasunaga (安永聡太郎 Yasunaga Sōtarō?, Ube, Yamaguchi, 20 de abril de 1976) es un exfutbolista japonés que jugaba en la demarcación de delantero.
Es el padre del futbolista Reo Yasunaga.

## Biografía
Sōtarō Yasunaga debutó profesionalmente en 1995 con el Yokohama F. Marinos a los 19 años de edad. Tras tres temporadas en el club, fue cedido al UE Lleida. Tras un año de volver al club japonés, finalmente fue traspasado al Shimizu S-Pulse durante dos años. Tras volver al Marinos por tres años, volvió a ser cedido a un club español. esta vez al Racing Club de Ferrol. Ya en 2005 fichó por el Kashiwa Reysol, donde finalmente se retiró.
Además, Yasunaga fue convocado para las filas inferiores de la selección de fútbol de Japón para jugar la copa Mundial de Fútbol Juvenil de 1995.

## Clubes
| Rendimiento del club | Rendimiento del club  | Rendimiento del club | Liga     | Liga  | Copa               | Copa               | Copa de la liga | Copa de la liga | Total    | Total |
| Temporada            | Club                  | Liga                 | Partidos | Goles | Partidos           | Goles              | Partidos        | Goles           | Partidos | Goles |
| Japón                | Japón                 | Japón                | Liga     | Liga  | Copa del Emperador | Copa del Emperador | Copa J. League  | Copa J. League  | Total    | Total |
| -------------------- | --------------------- | -------------------- | -------- | ----- | ------------------ | ------------------ | --------------- | --------------- | -------- | ----- |
| 1995                 | Yokohama Marinos      | J. League 1          | 28       | 1     | 2                  | 0                  | -               | -               | 30       | 1     |
| 1996                 | Yokohama Marinos      | J. League 1          | 11       | 1     | 1                  | 0                  | 6               | 0               | 18       | 1     |
| 1997                 | Yokohama Marinos      | J. League 1          | 9        | 1     | 0                  | 0                  | 6               | 2               | 15       | 3     |
| España               | España                | España               | Liga     | Liga  | Copa del Rey       | Copa del Rey       | -               | -               | Total    | Total |
| 1997/98              | UE Lleida             | Segunda División     | 34       | 4     |                    |                    |                 |                 | 34       | 4     |
| Japón                | Japón                 | Japón                | Liga     | Liga  | Copa del Emperador | Copa del Emperador | Copa J. League  | Copa J. League  | Total    | Total |
| 1998                 | Yokohama Marinos      | J. League 1          | 19       | 6     | 1                  | 0                  | 3               | 0               | 23       | 6     |
| 1999                 | Shimizu S-Pulse       | J. League 1          | 29       | 5     | 2                  | 0                  | 3               | 0               | 34       | 5     |
| 2000                 | Shimizu S-Pulse       | J. League 1          | 24       | 3     | 3                  | 1                  | 4               | 2               | 31       | 6     |
| 2001                 | Shimizu S-Pulse       | J. League 1          | 12       | 2     | 0                  | 0                  | 0               | 0               | 12       | 2     |
| 2001                 | Yokohama F. Marinos   | J. League 1          | 6        | 0     | 1                  | 0                  | 0               | 0               | 7        | 0     |
| 2002                 | Yokohama F. Marinos   | J. League 1          | 4        | 0     | 0                  | 0                  | 1               | 0               | 5        | 0     |
| España               | España                | España               | Liga     | Liga  | Copa del Rey       | Copa del Rey       | -               | -               | Total    | Total |
| 2002/03              | Racing Club de Ferrol | Segunda División     | 12       | 1     | 1                  | 1                  |                 |                 | 13       | 2     |
| Japón                | Japón                 | Japón                | Liga     | Liga  | Copa del Emperador | Copa del Emperador | Copa J. League  | Copa J. League  | Total    | Total |
| 2003                 | Yokohama F. Marinos   | J. League 1          | 8        | 1     | 2                  | 1                  | 3               | 0               | 13       | 2     |
| 2004                 | Yokohama F. Marinos   | J. League 1          | 7        | 0     | 2                  | 0                  | 4               | 0               | 13       | 0     |
| 2005                 | Kashiwa Reysol        | J. League 1          | 8        | 1     | 0                  | 0                  | 3               | 0               | 11       | 1     |
| País                 | Japón                 | Japón                | 165      | 23    | 14                 | 2                  | 33              | 4               | 212      | 29    |
| País                 | España                | España               | 46       | 5     | 1                  | 1                  |                 |                 | 47       | 6     |
| Total                | Total                 | Total                | 211      | 28    | 15                 | 3                  | 33              | 4               | 259      | 35    |